# Enmasse
Enmasse was een platform, dat op 30 november 2003 een demonstratie organiseerde, naar aanleiding van de OVSE-top te Maastricht en de komst van de Amerikaanse minister Colin Powell naar die top. Met de slogan Geen leugens meer! verzette zij zich tegen het oorlogsgeweld en de steeds verder gaande aantasting van burgerrechten onder het mom van de strijd tegen terrorisme.
Het platform bestond uit een grote groep individuen die zich speciaal voor dit doel verenigd hadden. Officiële organisaties waren geen onderdeel van Enmasse, maar wel werd Enmasse door verschillende organisaties gesteund, zoals de lokale kraakbeweging, ROOD, de Internationale Socialisten en XminY.
Na de betoging is Enmasse opgehouden te bestaan. Enkele Enmasse-leden hebben zich echter verenigd in een nieuwe collectief: ReThink.